# 米倉昌照
米倉 昌照（よねくら まさてる）は、江戸時代前期から中期にかけての大名。下野国皆川藩3代藩主。六浦藩米倉家3代。官位は従五位下・丹後守。

## 生涯
天和3年（1683年）、2代藩主・米倉昌明の次男として誕生。正室は石川憲之の娘。
元禄5年（1692年）11月1日、5代将軍・徳川綱吉に拝謁し、元禄15年（1702年）の父の死去により跡を継ぐ。宝永6年（1709年）9月1日に叙任し、正徳元年（1711年）に大坂城守衛となるが、翌正徳2年（1712年）5月23日、大坂で死去。享年30。
跡を養子・忠仰（柳沢吉保の六男）が継いだ。

## 系譜
父母
- 米倉昌明（父）
- 須田為景の娘（母）

正室
- 石川憲之の娘

養子
- 米倉忠仰 ー 柳沢吉保の六男